# The Fountain - L'albero della vita (fumetto)
The Fountain - L'albero della vita è una romanzo a fumetti (graphic novel) scritto da Darren Aronofsky e illustrato da Kent Williams. La realizzazione di quest'opera è avvenuta quasi in contemporanea con la produzione dell'omonimo film del regista statunitense. Il fumetto è stato edito per la prima volta negli Stati Uniti nel novembre 2005 dalla Vertigo.

## Trama
Il racconto avviene su tre piani temporali differenti, che nel sovrapporsi narrano la vicenda dei due protagonisti e del loro amore. La trama del fumetto non si discosta affatto dalla versione cinematografica. Nonostante la storia venga narrata in un unico flusso viene di seguito suddivisa in tre parti ideali (1500; 1997 & 2005; 2463) che riprendono i tre periodi in cui sono ambientate le tre storie. Non è esplicitato dall'autore in nessuna delle interviste rilasciate in proposito, si nota che la modalità narrativa scelta da Aronofsky ricorda il romanzo Il maestro e Margherita di Michail Bulgakov.

### 1500
La storia si apre nel 1500 in una piovosa foresta dell'America Latina, dove un manipolo di soldati dell'esercito spagnolo cerca una pianta chiamata "Albero della vita" capace di donare la vita eterna a chiunque ne mangi un pezzo. Scopriamo che il conquistador Capitano Tomas Verde è sulle tracce delle pianta mistica per salvare la vita della Regina Isabella di Spagna, vittima di un complotto a corte ad opera della Inquisizione spagnola. La regina Isabella chiede al Capitano Verde di partire per il sud America, colonia spagnola, e di trovare per lei l'Albero della vita donandole un anello come pegno del suo amore.

### 1997 & 2005
Nell'inverno del 1997 Thomas Creo incontra una donna di nome Izzi, stanno insieme sotto un cielo stellato. Dopo aver fatto l'amore Izzi dice di voler stare con lui "insieme, per sempre". Successivamente Izzi si ammala di cancro e le restano pochi mesi di vita. Thomas Creo, medico specializzato in oncologia, cerca disperatamente di trovare una cura per salvarle la vita. Durante uno dei tanti interventi chirurgici compiuti sulle scimmie per sperimentare l'uso di farmaci anti-cancro Thomas perde la sua fede nuziale; disperato si tatua con l'inchiostro di una penna un cerchio intorno all'anulare.

### 2463
Nell'inverno del 2463 un uomo, con le braccia quasi completamente coperte di cerchi tatuati, medita sotto un albero. Entrambi sono chiusi in una sfera che vaga verso una nebulosa chiamata Xibalba. Mentre l'uomo si prepara a tatuarsi l'ennesimo cerchio intorno al braccio gli compare una donna.

## Personaggi
dal 1500:
- Capitano Tomas Verde
- Padre Avila
- Ariel
- Stregone Maya - Signore di Xibalba
- Regina Isabella
- Silecio l'inquisitore
- Il francescano
- Capitano Rivera

dal 1997 & 2005:
- Dr. Tommy Creo
- Izzi
- Antonio
- Dr. Lillian Guzetti
- Dr. Lipper
- Betty
- Donovan (Scimmia usata come cavia nel laboratorio del Dr. Tommy Creo)

dal 2463:
- Tom
- donna ("Izzi")

## Illustrazioni
Lo stile grafico scelto da Kent Williams alterna nelle stesse tavole elementi caratterizzati da uno stile pittorico dai colori intensi ad altri appena accennati con un debole tratto di matita. L'alternanza tra vuoti e pieni restituisce al lettore una profondità delle tavole del tutto particolare, vista raramente in un fumetto. Lo stile di Williams ricorda molto il tratto di Egon Schiele.

## Tematiche affrontate
Il tema principale dell'opera è l'amore, visto con un taglio del tutto particolare. L'autore mette in contrapposizione la profondità del sentimento amoroso con la mortalità degli uomini, vista da Thomas/Tomy/Tom come sfida da vincere e da Isabella/Izzi come ciclo naturale della vita.

## Genesi dell'opera
In una nota al testo Darren Aronofsky parla di come la realizzazione del fumetto e le fasi di produzione del omonimo film siano state travagliate, sia sul piano personale che su quello professionale.